# Helene Lecher
Helen Lecher, geboren Rosthorn, (Wenen, 8 september 1865 - Wenen 2 oktober 1929), de echtgenote van de natuurkundige Ernst Lecher, was een Oostenrijkse filantrope. 
Helene Lecher was een dochter van Josef von Rosthorn. Tijdens de Eerste Wereldoorlog verwierf zij grote verdienste in de verpleging, waarbij zij veel profijt had van de kennis over voeding die zij opdeed op het moederlijk landgoed. Zo leidde zij de dieetkeuken van het oorlogshospitaal van het Amerikaanse Rode Kruis in Wenen - Meidling. Ook richtte zij een dergelijke dieetkeuken in in het door de fysioloog Arnold Durig geleide barakkenziekenhuis in Grinzing. Dit ziekenhuis had 6000 bedden en veel van de patiënten leden aan dysenterie.
Na de opheffing van het oorlogsziekenhuis in 1919 zette zij met eigen middelen twee barakken voort als dagverblijf voor kinderen met gezondheidsrisico.

## Waardering
Ze belichaamde de vrouw als dienstbaar aan de samenleving. Jakob Wassermann heeft waarschijnlijk haar en het kindertehuis vereeuwigd in zijn roman Faber, oder die verlorenen Jahre, die in 1924 verscheen.